# Pertuis
Pertuis este o comună în departamentul Vaucluse din sud-estul Franței. În 2009 avea o populație de 18.706 de locuitori.

## Evoluția populației
| An        | 1975   | 1982   | 1990   | 1999   | 2006   | 2009   |
| --------- | ------ | ------ | ------ | ------ | ------ | ------ |
| Populație | 10.117 | 12.430 | 15.791 | 17.833 | 18.611 | 18.706 |